# ليبر وولف
ليبر وولف (بالإنجليزية: LibreWolf وتعني الذئب الحر) هو متصفح وِب حر ومفتوح المصدر مشتق من فيرفكس، مع تركيز خاص على تحسين الخصوصية والأمان للمستخدمين.
رُخِّص المتصفح بموجب الإصدار الثاني لرخصة موزيلا العمومية، ويهدف ليبر وولف إلى توفير تجربة تصفح آمنة دون المساومة على الخصوصية، مع تعطيل بعض الميزات التي قد تعرض خصوصية المستخدم للخطر، مثل التتبع أو جمع البيانات.

## التاريخ
أصدِر متصفح ليبر وولف لأول مرة على نظام لينكس في 7 مارس 2020، وكان الهدف من إطلاقه هو إنشاء متصفح مبني على فيرفكس يركز بشكل أساسي على حماية الخصوصية.
قام مجتمع ليبر وولف بعد عام واحد، وهو مجموعة من المطورين الشغوفين، بتطوير نسخة من المتصفح تعمل على نظام التشغيل ويندوز، ثم أصدِرت نسخة أخرى لنظام ماك أو إس.

## المميزات
لا يجمع المتصفح أي بيانات التحليلية (Telemetry)، مما يعني أنه لا تُرسل معلومات استخدامك للمتصفح إلى الشركات أو المطورين. كما أن بعض الميزات مثل بوكِت معطلة، وهي ميزة تسمح بحفظ المقالات أو المواقع الإلكترونية لقراءتها لاحقًا. بالإضافة إلى ذلك، لا يحوي المتصفح على الاختصارات الدعائية، مما يعني أنه لا يوجد محتوى ممول أو إعلانات يظهر للمستخدم، والذي بدوره يعزز تجربة تصفح خالية من الإعلانات المدفوعة.
يقوم ليبر وولف بحذف ملفات تعريف الارتباط (الكعكات أو الكوكيز) وسجل التصفح عند إغلاق المتصفح بشكل مبدئي، مما قد يعزز من خصوصية وأمن المستخدم، ويمكن للمستخدم تعطيل هذه الميزة إذا أراد الاحتفاظ بالبيانات.
من ناحية أخرى، أشارت LinuxSecurity، وهي منصة تهتم بالأمان في أنظمة لينكس والبرمجيات مفتوحة المصدر إلى أن ليبر وولف قد لا يكون متوافقًا بالكامل مع بعض المواقع الإلكترونية بسبب بعض التعديلات التي أُجريت على المتصفح لتعزيز الخصوصية والأمان.
عطِّل تزامن فيرفكس بشكل مبدئي في المتصفح لحماية الخصوصية، حيث أن المزامنة تتطلب إرسال البيانات إلى خوادم خارجية. ومع ذلك، إذا كان المستخدم يرغب في استخدام هذه الميزة، يمكنه تمكين التزامن عبر تفضيلات ليبر وولف، مما يتيح له مزامنة بيانات المتصفح مثل الإشارات المرجعية وكلمات المرور وتأريخ التصفح بين مختلف الأجهزة.
وفقًا لموقع PrivacyTests يعد ليبر وولف، إلى جانب متصفحي بريف وتور من بين المتصفحات التي توفر أفضل حماية للخصوصية مقارنةً ببقية المتصفحات.

## وصلات خارجية
- الموقع الرسمي